# John Davis Chandler
John Davis Chandler (n. 28 ianuarie 1935, Hinton⁠(d), Virginia de Vest, SUA – d. 16 februarie 2010, Toluca Lake⁠(d), California, SUA) a fost un actor american. 

## Biografie
Chandler s-a născut în Hinton, Virginia de Vest. El a murit la vârsta de 75 de ani în Toluca Lake, California.

## Cariera
El l-a interpretat pe gangsterul Vincent Coll în filmul Mad Dog Coll (1961). A apărut în mai multe filme western ale lui Sam Peckinpah, precum și în filme și seriale de televiziune începând din anii 1960 până în anii 1990, printre care The Rifleman, Route 66, The Virginian, Adam-12, Gunsmoke, Walker, polițist texan, Quincy, M.E., Columbo, Verdict crimă și Star Trek: Deep Space Nine.

## Filmografie (selecție)
- Mad Dog Coll (1961) - Vincent „Mad Dog” Coll
- The Young Savages (1961) - Arthur Reardon
- Ride the High Country (1962) - Jimmy Hammond
- Those Calloways (1965) - Ollie Gibbons
- Major Dundee (1965) - Jimmy Lee Benteen
- 1965 A fost cândva hoț (Once A Thief), regia Ralph Nelson - James Arthur Sargatanas, omul de încredere al lui Walter
- Return of the Gunfighter (1967) - Sundance
- The Hooked Generation (1968) - Acid
- 1969 Băieți buni, băieți răi (The Good Guys and the Bad Guys), regia Burt Kennedy - Deuce
- Barquero (1970) - Fair
- Drag Racer (1971) - Dave
- Shoot Out (1971) - Skeeter
- Moon of the Wolf (1972) - Tom Gurmandy Jr.
- Pat Garrett and Billy the Kid (1973) - Norris
- The Take (1974) - bărbatull cu bretele
- The Ultimate Thrill (1974) - Evans
- Capone (1975) - Hymie Weiss
- Walking Tall Part 2 (1975) - Ray Henry
- The Outlaw Josie Wales (1976) - vânător de recompense
- Mako: The Jaws of Death (1976) - Charlie
- Scorchy (1976) - Nicky
- Chesty Anderson, USN (1976) - dr. Cheech
- Doc Hooker's Bunch (1976) - Roy
- Whiskey Mountain (1977) - Rudy
- The Shadow of Chikara (1977) - Rafe
- The Little Dragons (1979) - Carl
- The Sword and the Sorcerer (1982) - gardianul nr. 1
- Triumphs of a Man Called Horse (1983) - Mason
- Adventures in Babysitting (1987) - Bleak
- Double Revenge (1988) - Big Charlie
- Trancers II (1991) - Wino #1
- 1991 Numai cei singuri (Only the Lonely) - Duane Earl Tyrone
- Body of Evidence (1993) - dr. Novaro
- Phantasm III: Lord of the Dead (1994) - Henry
- Carnosaur 2 (1995) - Zeb

## Legături externe
- John Davis Chandler la Internet Movie Database
- John Davis Chandler la Find a Grave și, de asemenea, aici Arhivat în 8 septembrie 2019, la Wayback Machine.